# Kristin Ross

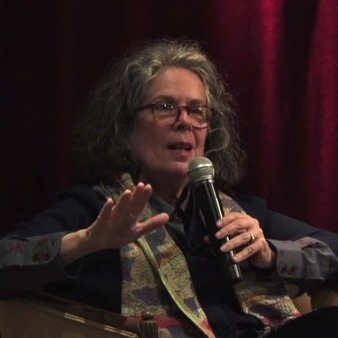
Kristin Ross

Kristin Ross (geboren 1953) ist eine US-amerikanische Romanistin.

## Leben
Kristin Ross studierte an der University of California, Santa Cruz und erhielt dort einen B.A. (1975) und einen M.A. (1977). Sie wurde 1981 an der Yale University promoviert. Sie ist Professorin für Komparatistik an der New York University.
Ross war Guggenheim Fellow und Fellow des Institute for Advanced Study in Princeton, New Jersey.
Ihre Untersuchung über die historische Nachwirkung der Pariser Commune (2015) stellte sie unter die bei der Kommune aufgestellte Parole des Luxe communal. Im inhaltlich anschließenden Werk (2024) zieht sie Parallelen zu Kommunen und sozialen Bewegungen des 20. Jahrhunderts und der Gegenwart.
Ihre Bücher wurden auch ins Französische übersetzt.

## Schriften (Auswahl)
- The Commune Form. The Transformation of Everyday Life. London: Verso, 2024
- Communal luxury. The political imaginary of the Paris Commune. London: Verso, 2015 – Deutschsprachige Ausgabe: Luxus für alle. Die politische Gedankenwelt der Pariser Kommune. Berlin: Matthes und Seitz, 2021
- Demokratie zu verkaufen, aus dem Englischen von Frank Born. In: Giorgio Agamben, Alain Badiou, Slavoj Žižek, Jacques Rancière, Jean-Luc Nancy, Wendy Brown, Daniel Bensaïd, Kristin Ross: Demokratie? Eine Debatte. Berlin: Suhrkamp, 2012, S. 96–115
- Mit Andrew Ross (Hrsg.): Anti-Americanism. New York: New York University Press, 2004
- May '68 and its afterlives. Chicago: University of Chicago Press, 2002
- Fast cars, clean bodies: decolonization and the reordering of French culture. Cambridge, Mass.: MIT Press, 1995
- Jacques Rancière: The ignorant schoolmaster. five lessons in intellectual emancipation. Übersetzung aus dem Französischen Kristin Ross. Stanford, California: Stanford Univ. Press, 1991
- The emergence of social space. Rimbaud and the Paris Commune. Vorwort Terry Eagleton. Basingstoke: Macmillan Press, 1988
- mit Alice Yaeger Kaplan (Hrsg.): Everyday life. New Haven: Yale University Press, 1987
- Fascination and storytelling. Prevost, Proust, and Blanchot. Dissertation, Yale University 1981